# (19353) Pierrethierry
(19353) Pierrethierry est un astéroïde de la ceinture principale.

## Description
(19353) Pierrethierry est un astéroïde de la ceinture principale. Il fut découvert le 10 mars 1997 à Ramonville-Saint-Agne par Christian Buil. Il présente une orbite caractérisée par un demi-grand axe de 2,69 UA, une excentricité de 0,14 et une inclinaison de 11,5° par rapport à l'écliptique.

## Compléments